# Überraschung (Militär)

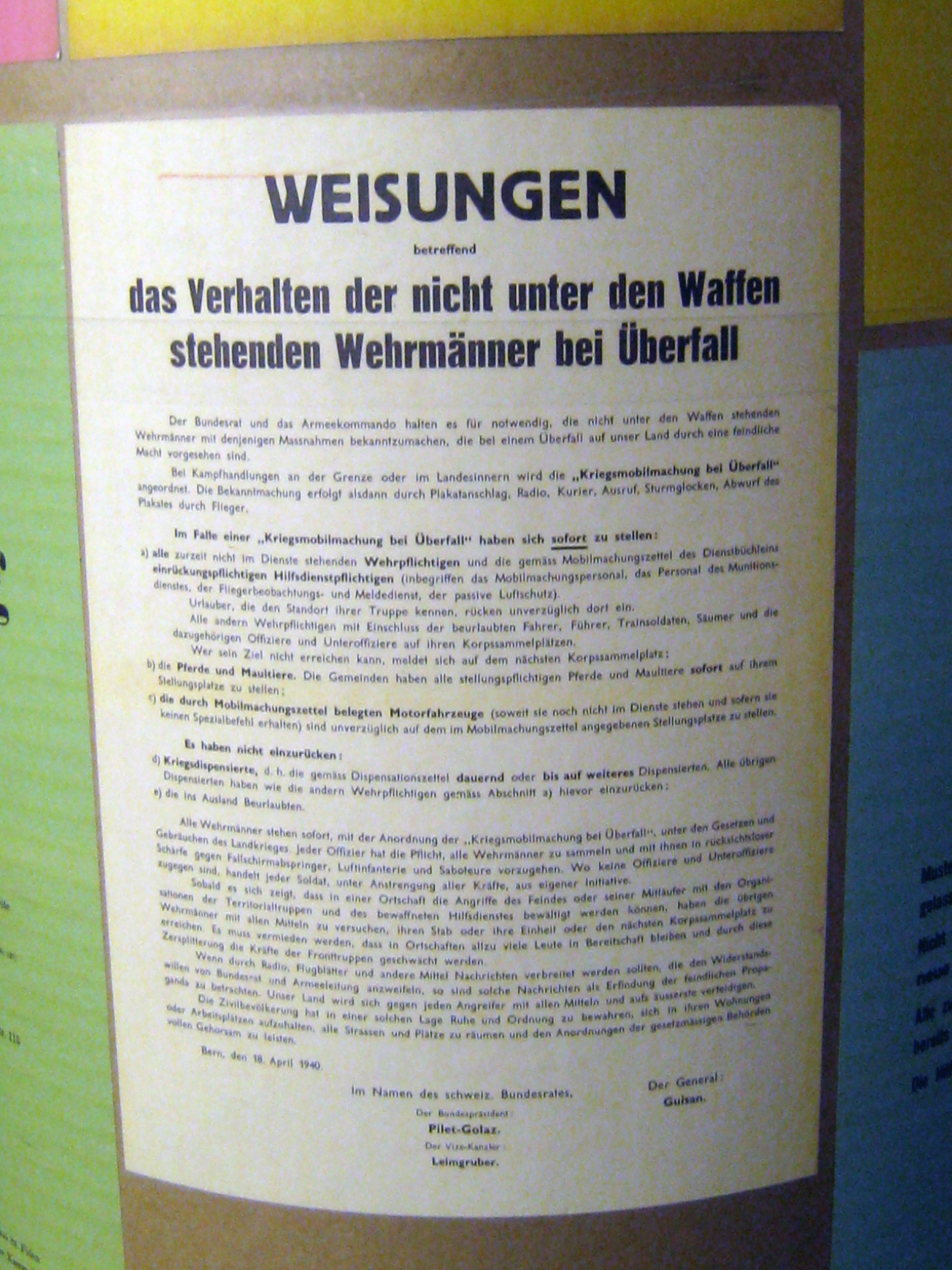
Weisungen der Schweizer Armee im Zweiten Weltkrieg an nicht mobilisierte Soldaten

Überraschung oder auch das Überraschungsmoment, gilt in der Kriegführung als eine wichtige Bedingung für Erfolg oder Misserfolg. Klassische Schriftsteller der Strategie wie Sunzi und Liddell Hart stützen sich in ihren Betrachtungen fast vollständig auf die Überraschung des Gegners, als Möglichkeit entscheidende Siege zu erringen. Schlachten und Feldzüge, bei denen es einer Partei gelang, ihren Gegner zu überraschen, finden sich in Listen großer Schlachten und Siege besonders häufig.

## Herbeiführung von Überraschung
Die Vorbereitung einer Truppe auf den Kampf, die sich nicht nur mental auswirkt, sondern auch in der Aufstellung zeigt, ist in den meisten Fällen auf bestimmte Erwartungen gestützt. Ein Ansatz der Kräfte, der keine Erwartung des Gegners erfüllt, wirkt überraschend. Über die geringe Bereitschaft (Vorbereitung auf diesen Kampf), die Folge einer Überraschung ist, werden die Kampfkraft und der Gefechtswert des Gegners gemindert.
Da nur das Unerwartete überrascht, müssen zum Erreichen der Überraschung Erwartungen des Gegners hinsichtlich
- Ort (Angriff an unerwarteter Stelle / Westfeldzug, D-Day)
- Zeit (früher als erwartet / Eben-Emael, Unternehmen Weserübung, Pearl Harbor)
- Kräften (unbekannte Truppenansammlungen / Ardennenoffensive)
- Verfahren (vom Bekannten abweichende Methoden / Blitzkrieg, Schiefe Schlachtordnung)

und / oder
- Waffen (neuartige Waffe oder Waffeneinsatzart / Hohlladung, Schräge Musik)

enttäuscht werden. Gelingt dies, ist seine Bereitschaft für diesen Kampf zunächst gering und er tritt mit verminderter Kampfkraft in das Gefecht.
Erwartungen stützen sich immer auf Informationen. Dazu gehören neben den Nachrichten über Ort, Art, Stärke und Absicht eines Gegners auch das, was in der Ausbildung vermittelt wurde und was an Erfahrungen gesammelt wurde.
Wichtige Voraussetzung von Überraschung ist daher, dem Gegner zutreffende Informationen vorzuenthalten (z. B. durch Geheimhaltung). Informationen können vorenthalten werden, indem die eigenen Kräfte der gegnerischen Aufklärung entzogen werden (japanischer Flugzeugträgerverband beim Anmarsch auf Pearl Harbor). Es können gezielt falsche Informationen gegeben werden (Rommel ließ auf seinem rechten Flügel LKW herumfahren, um beim Gegner durch die Motorengeräusche den Eindruck zu erwecken, er ziehe dort Kräfte für den Angriff zusammen, der aber auf dem linken Flügel geplant war). In der heutigen Zeit besteht auch die Möglichkeit, den Gegner mit Informationen zu überfluten, so dass er nicht mehr in der Lage ist, Wichtiges von Unwichtigem zu unterscheiden, und die Informationen nicht rechtzeitig bearbeiten und auswerten kann. Eine der wirksamsten Methoden, dem Gegner ein unzutreffendes Lagebild zu geben, stützt sich auf die Vorurteile des Gegners (Beispiel: Die Ardennen sind für Panzerdivisionen ungeeignet (was im Westfeldzug 1940 widerlegt wurde)).

## Erfolg von Überraschung
Voraussetzung für den Erfolg einer Überraschung ist die nachhaltige Wirksamkeit. Erholt sich der Gegner zu schnell von der Überraschung, oder kann er durch neue Anordnungen den durchschlagenden Erfolg der Überraschung verhindern, kann sie ihre Wirkung nicht entfalten.
- Es war für die Soldaten der Wehrmacht zwar überraschend, von sowjetischer Kavallerie angegriffen zu werden, trotzdem schlugen sie den Angriff mit ihren Maschinengewehren ab.
- Nach der ersten Begegnung mit Kriegselefanten ließen die römischen Legionäre diese durch die Lücken der ersten Treffen hindurchstoßen und machten sie hinter der Front nieder, wo sie keinen Schutz durch eigenes Fußvolk mehr hatten.
- Die Spartaner waren bei Leuktra, nachdem die Schlacht begonnen hatte, nicht mehr in der Lage, ihre Schlachtaufstellung zu ändern und an die neuen Bedingungen anzupassen.
- Nachdem die Österreicher bei Leuthen zunächst dem als Abmarsch missverstandenen Flankenmarsch Friedrichs des Großen zugesehen hatten, waren sie nach dem erneuten Linksschwenk der preußischen Armee nicht mehr in der Lage, rechtzeitig genügend Kräfte an den bedrohten Flügel zu bringen.

## Überraschung auf verschiedenen Führungsebenen
Überraschung ist auf allen Führungsebenen wirksam. Je höher die Führungsebene ist, auf der Überraschung wirkt, desto größer ist die zu erwartende Wirkung. Während taktische Überraschungen örtlich und zeitlich nur begrenzt wirken und rasch eingedämmt werden können, wirken Überraschungen auf der operativen und strategischen Ebene gewöhnlich wesentlich nachhaltiger. Überraschungen auf einer der Ebenen sind nicht zwingend von Überraschung auf den anderen Ebenen begleitet.
- Während die deutschen Truppen in der Normandie von der Invasion nur geringfügig überrascht wurden (da sie zur Abwehr einer Invasion dort eingesetzt waren), wirkte die Überraschung auf die operative Führung, die noch weitere Invasionen an anderer Stelle erwartete und deswegen weitere Truppen zur Abwehr nur verzögert freigab.
- Der Angriff auf Pearl Harbor überraschte die dort stationierten Soldaten so sehr, dass keine wirksame Abwehr aufgebaut werden konnte. Großbritannien wurde durch die Eroberung Norwegens durch die Wehrmacht überrascht und konnte in der Kürze der Zeit keine ausreichenden Kräfte zur Abwehr heranführen.
- Die Alliierten waren strategisch und operativ auf einen Angriff der Wehrmacht durch Holland und Belgien vorbereitet, wurden taktisch jedoch von der schnellen Einnahme des Fort Eben-Emael überrascht und sowohl operativ wie strategisch vom schnellen Panzervorstoß durch die Ardennen.
- Die Besatzungen der alliierten Bomber und ihrer Begleitjäger waren nicht auf Angriffe von unten vorbereitet (Schräge Musik) und hatten dem zunächst nichts entgegenzusetzen; die luftkampftaktische Überraschung wirkte sich jedoch wegen der begrenzten Wirksamkeit nicht auf ihre Luftherrschaft aus.

## Unberechenbarkeit als militärpolitisches Problem
Die Verhinderung eines Weltkrieges in der Zeit des Kalten Krieges basierte stark auf der Berechenbarkeit der potenziellen Gegner NATO und Warschauer Pakt. Einerseits musste jedes der beiden Bündnisse mit der Bereitschaft der anderen Seite rechnen auch Nuklearwaffen um den Preis der eigenen Vernichtung einzusetzen. Andererseits ermöglichte dieses Gleichgewicht des Schreckens und die Kalkulierbarkeit auch Abrüstungsverhandlungen wie START.